# Dreams So Real
Albums de Gary Burton
Matchbook
(1974) Passengers
(1976)
Dreams So Real est un album du vibraphoniste de jazz américain Gary Burton enregistré en décembre 1975 et commercialisé en 1976.

## Liste des titres
| No | Titre              | Musique    | Durée |
| -- | ------------------ | ---------- | ----- |
| 1. | Dreams So Real     | Carla Bley | 6:25  |
| 2. | Ictus / Syndrome   | Carla Bley | 10:27 |
| 3. | Jesus Maria        | Carla Bley | 3:50  |
| 4. | Vox Humana         | Carla Bley | 7:04  |
| 5. | Doctor             | Carla Bley | 4:16  |
| 6. | Intermission Music | Carla Bley | 6:29  |

## Classement
| Album          | Année | Catégorie  | Position |
| -------------- | ----- | ---------- | -------- |
| Dreams So Real | 1976  | Jazz Album | 25e      |